# Фитоэстрогены
Фитоэстроге́ны (Phytoestrogens) — это разнородная группа природных нестероидных растительных соединений, которые благодаря своему строению, сходному с эстрадиолом, могут вызывать эстрогенный и (или) антиэстрогенный эффект. Существует три основных биоактивных класса фитоэстрогенов: изофлавоны, куместаны и лигнаны.

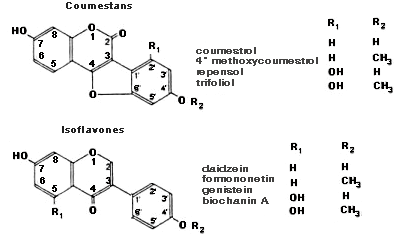
Обычно фитоэстрогены находят в растениях

Их название происходит от фито- (др.-греч. φυτόν — «растение») и эстроген (от эструс, др.-греч. οἶστρος — «мучительная страсть», «ярость» и -ген, от др.-греч. -γενής — «рождённый»).
Фитоэстрогены были впервые обнаружены в 1926 году, но не было понятно, могут ли они оказывать какой-либо эффект на метаболизм человека и животных. В настоящее время известно, что многие привычные пищевые продукты в разном количестве содержат фитоэстрогены.  Термин «фитоэстроген» впервые появился в литературе в конце 1980-х годов. 

## Продукты, содержащие фитоэстрогены
Фитоэстрогены содержатся в более чем 300 растениях и растительных продуктах. Бобовые содержат более высокие концентрации фитоэстрогенов, чем другие растения. .
Злаковые и бобовые культуры: пшеница, соя, семена льна, овёс, ячмень, рис, люцерна, чечевица.
Овощи и фрукты: яблоки, морковь, гранаты, шпинат.
Напитки: бурбон, чай и пиво.

## Воздействие фитоэстрогенов на организм
В прошлом исследования Бусино с коллегами (Businco et al., 1998) и Стромма с коллегами (Stromm et al., 2001) показали отсутствие существенного влияния фитоэстрогенов на организм, в рамках вопроса о «репродуктивной опасности сои для детей».
Однако более поздние исследования специалистов Университета Куин в Белфасте Северной Ирландии (Queen’s University in Belfast) показали, что избыток фитоэстрогенов в организме ребёнка может привести к нарушению репродуктивной функции в зрелом возрасте. Фитоэстрогены могут не обладать некоторыми свойствами настоящих эстрогенов в организме человека.
На данный момент продолжаются исследования влияния фитоэстрогенов на организм человека. Установлено, что в организме человека они могут действовать не только как эстрогены, но и как антиэстрогены.
Классическим примером гормонального влияния фитоэстрогенов на млекопитающих стала «клеверная болезнь», встречающаяся у овец и других пастбищных животных. Фермеры заметили, что у овец, питающихся преимущественно клевером вида Trifolium subterraneum, часто возникают бесплодие и другие нарушения репродуктивной функции. Причиной тому выступили изофлавоны, которые оказывают на овец гормоноподобное действие.
Фитоэстрогены успешно применяют при лечении андрогенной алопеции, акне, жирной себореи.
Также рекомендуется добавлять в рацион слабые фитоэстрогены в качестве профилактики рака предстательный железы в зрелом и пожилом возрасте.
Восемь протестированных фитоэстрогенов (кемпферол, куместрол, глицитеин, апигенин, даидзеин, генистеин, эквол и ресвератрол) действуют как агонисты эстрогена, опосредуя димеризацию ERα и ERβ. Они проявляют большее сродство к ERβ.
Крупное когортное исследование, использующее данные NHANES и Национального индекса смертности, выявило сложную связь между уровнями фитоэстрогенов в моче и смертностью.  Высокие уровни генистеина и даидзеина ассоциировались с повышенным риском общей и сердечно-сосудистой смертности, особенно у женщин.  Умеренно повышенный уровень энтеролактона показал защитный эффект, но он исчезал при очень высоких уровнях.  Связь уровня даидзеина с общей смертностью оказалась нелинейной.  Наблюдались половые различия:  связи были более выражены у женщин,  а у мужчин связь даидзеина со смертностью не обнаружена.  Несмотря на масштаб исследования,  однократное измерение уровня фитоэстрогенов и другие ограничения не позволяют установить причинно-следственную связь.

#### Противораковая активность
Куместрол, фитоэстроген, обладает ингибирующей активностью в отношении сиртуинов, что способствует противоопухолевому эффекту при раке молочной железы.